# Pochwodzioby
Pochwodzioby (Chionidae) – rodzina ptaków z rzędu siewkowych (Charadriiformes). 

## Zasięg występowania
Rodzina obejmuje trzy gatunki zamieszkujące południową część Ameryki Południowej, północną część Półwyspu Antarktycznego, Georgię Południową i inne wyspy południowego Oceanu Atlantyckiego i południowego Oceanu Indyjskiego.

## Cechy charakterystyczne
Ptaki te charakteryzują następujące cechy:
- długość ciała od 35 do 43 cm,
- upierzenie białe (pochwodzioby) i szaro-białe (magelanówka),
- z wyglądu przypominają gołębie,
- samice składają 2–3 jaja.

## Systematyka
Do rodziny należą dwie podrodziny (często są one traktowane jako osobne rodziny):
- Chioninae Bonaparte, 1832 – pochwodzioby
- Pluvianellinae Jehl, 1975 – magelanówki